# Il romanzo di Ramses - La battaglia di Qadesh
La battaglia di Qadesh (La Bataille de Kadesh) è il terzo volume della serie Il grande romanzo di Ramses, serie che parla della vita di Ramesse II, il più celebre Faraone d'Egitto.
In Italia il romanzo è uscito per opera della Arnoldo Mondadori Editore, con una prima edizione nel 1997 e una seconda nel 2016.

## Trama del libro
Decisi a conquistare l'Egitto, gli ittiti hanno sterminato gli egiziani delle zone di frontiera e sottomesso al proprio volere i principi di provincia alleati di Ramses. La capitale egiziana di Pi-Ramses diventa dunque un'enorme caserma dove giorno e notte vengono fabbricate armi e carri da guerra; Serramanna in persona addestra le nuove reclute facendo conoscere loro la durezza della guerra, sicuro che l'esercito egiziano com'è ora non riuscirà a sopravvivere al disastro di questa nuova guerra perché male armato e poco addestrato alle lotte in campo. A causa di un tranello di Raia, viene però rinchiuso in prigione per alto tradimento pur essendo in realtà innocente.
Ramses ha preparato il suo esercito e, dopo aver affidato il potere decisionale a Nefertari, Tuya e Ameni, parte per la terra di Canaan deciso a debellare la rivolta nei confini e a sconfiggere i vecchi alleati traditori. In meno di un mese le truppe faraoniche riconquistano tutta la terra di Canaan e sottomettono nuovamente i principi di provincia al volere dell'Egitto; con grande prova di forza, Ramses e i suoi vincono anche contro i ribelli di Megiddo e costringono il principe Benteshina di Amurru ad arrendersi, e dopo questa prima vittoria, il faraone e il suo esercito tornano trionfanti a Pi-Ramses. Ameni e Asha riescono intanto a scoprire la reale innocenza di Serramanna e il sardo viene dunque liberato. Ofir continua invece a combattere il Faraone con le sue arti oscure e tenta di colpire Nefertari usando il suo scialle, rubato da Romè, l'intendente di palazzo; questi viene però scoperto e, non appena sta per confessare tutto, muore per mano di un sortilegio di Ofir.
Intanto, nella capitale ittita di Hattusa, i due consiglieri del re Muwattali, suo figlio Uri-Teshup e suo fratello Hattusil, sono in forte contrasto: il primo è assetato di sangue e vorrebbe distruggere l'Egitto, mentre il secondo vorrebbe utilizzare la diplomazia. Tentando di placare prima i dissensi interni, Muwattali decide di ritardare i preparativi per la guerra. Preoccupato per questa inattività degli ittiti, Ramses ordina ad Asha di infiltrarsi nel loro regno sotto mentite spoglie. Raia, la spia siriana che complotta con Shenar, viene invece incastrato ed è costretto a ritirarsi dalla sua rete di spionaggio e recarsi dal suo capo Ofir, anche lui al servizio degli ittiti; il mago libico decide dunque di utilizzare come nuova spia Meba, ex ministro degli Affari Esteri. Mentre ripristina la sua rete di spionaggio, Ofir riesce a colpire con i suoi sortilegi anche Nefertari che adesso sta morendo. Ramses decide di recarsi in Nubia dove, secondo una leggenda, troverà una pietra in grado di salvare l'amata sposa; grazie all'aiuto di Setau e sua moglie Loto, il faraone trova il magico oggetto e riesce così a scongiurare la minaccia del mago libico che è costretto a fermare momentaneamente i suoi attacchi. Nel luogo del ritrovamento, Abu Simbel, Ramses medita la costruzione di un tempio in onore della grande coppia reale.
Nefertari intanto è preoccupata perché Ramses non ha discendenti maschi all'infuori del figlio avuto in gioventù con Iset, il piccolo Kha, e la grande sposa reale è divenuta sterile in seguito al parto; chiede quindi al marito di unirsi ancora con Iset così da poter generare un nuovo erede, e il Faraone, benché a malincuore in quanto ama alla follia Nefertari, accetta la sua proposta, e dalla sua unione con la bella Iset nasce un secondo figlio maschio, Merenptah.
Ad Hattusa, dopo aver scoperto che gli ittiti sono pronti a colpire, Asha viene arrestato da Raia e costretto alla reclusione, ma prima della cattura riesce a far sì che una donna da lui corteggiata mandi un messaggio a Ramses, rivelandogli così le intenzioni degli ittiti. Serramanna scopre invece il nascondiglio di Ofir e questi si prepara alla fuga con Lita, ma trova quest'ultima che tenta di scappare insieme alla domestica Nany e uccide entrambe, per poi fuggire lasciando Dolente come talpa, sicuro che Muwattali raderà presto al suolo l'Egitto. Sul monte Sinai, Mosè, stabilitosi presso la tribù di Madian, ha invece la visione di Dio e decide di tornare in Egitto per liberare i propri compatrioti, che in realtà non sono schiavi bensì comuni lavoratori, benché non siano liberi di credere nel loro unico Dio in una terra di politeisti.
Ramses prepara infine il suo esercito per lo scontro definitivo con gli ittiti, accompagnato dal fedele leone Massacratore, quello che aveva salvato da cucciolo e che ora è divenuto una vera e propria macchina da guerra. Prima di partire fa però arrestare Shenar, tradito da Asha che credeva il suo migliore alleato e che invece ha sempre messo in guardia il Faraone dai progetti malvagi del fratello. Grazie a una terribile tempesta di sabbia, Shenar riesce ad eliminare i suoi sorveglianti e a sfuggire alla condanna dei lavori forzati. Ben presto, Ramses raggiunge la fortezza di Qadesh di fronte alla riva dell'Oronte e ordina a una delle sue divisioni di avanzare, ma l'esercito ittita ne approfitta e attacca gli egizi, tra cui persino il campo del Faraone; ma nonostante un iniziale vantaggio, Ramses si fa avanti e affronta i nemici con foga, tanto che gli ittiti, credendolo un dio, sono costretti alla fuga seguiti infine da Muwattali, Hattusil e Uri-Teshup, che si rifugiano nella fortezza di Qadesh, ritenuta inespugnabile. Ramses tenta invano di conquistarla nei giorni successivi, ma in seguito viene raggiunto da Muwattali in persona, che lo persuade a rinunciare alla fortezza in cambio della vita di Asha; pur riluttante, alla fine il Faraone accetta l'accordo.
Gli ittiti rifiutano però la sconfitta e, mentre Asha tenta di riconquistare con la diplomazia i territori di frontiera, Hattusil lo fa catturare e rinchiudere all'interno della fortezza di Amurru, ordinando al diplomatico di scrivere un messaggio secondo il quale tutto andrebbe per il meglio in quelle terre; Asha utilizza però i suoi trucchetti e svela a Ramses la sua situazione, e il Faraone ordina dunque a Serramanna di recarsi ad Amurru per liberare il suo amico.

## Personaggi
- Ramses: protagonista della pentalogia e Faraone d'Egitto.
- Ameni: scriba reale del Faraone e suo grande amico.
- Setau: incantatore di serpenti e altro amico di Ramses.
- Asha: amico di Ramses ma alleato di Shenar.
- Mosè: altro amico di Ramses, un israelita. Un tempo maestro dei cantieri, fu costretto a fuggire nel libro precedente a causa di un omicidio involontario.
- Loto: un'altra amica di Ramses, una nubiana che condivide, con Setau, la passione per i serpenti.
- Nefertari: Grande Sposa Reale di Ramses.
- Iset: l'altra moglie di Ramses.
- Tuya: madre di Ramses e Regina Madre.
- Serramanna: un sardo, e capo della guardia personale di Ramses.
- Omero: un poeta greco, colui che scrisse l'Illiade, rimase in Egitto nel secondo libro a differenza degli altri greci.
- Ofir: un mago libico, apparso per la prima volta nel secondo libro, che trama per distruggere Ramses.
- Muwattali: imperatore degli Ittiti.
- Shenar: fratello di Ramses, si servirà dell'inganno per tentare di strappargli il trono.
- Hattusil: fratello di Muwattali.
- Putuhepa: moglie di Hattusil.
- Uri-Teshup: figlio di Muwattali.
- Raia: mercante siriano alleato di Shenar.

## Edizioni
- Christian Jacq, Il romanzo di Ramses - La battaglia di Qadesh, traduzione di Francesco Saba Sardi, Mantova, Arnoldo Mondadori Editore, settembre 1997,  p. 407, ISBN 978-8804435815.

- Christian Jacq, Il romanzo di Ramses - La battaglia di Qadesh, traduzione di Francesco Saba Sardi, I Miti, Mantova, Mondadori, giugno 1998, ISBN 9788804449317.

- Christian Jacq, Il romanzo di Ramses - La battaglia di Qadesh, traduzione di Francesco Saba Sardi, Oscar Grandi Bestsellers, Mantova, Mondadori, 23 febbraio 2016,  p. 343, ISBN 978-8804662150.